# Parafia Najświętszej Maryi Panny Częstochowskiej w Radnicy
Parafia Najświętszej Maryi Panny Częstochowskiej w Radnicy – parafia rzymskokatolicka, położona w dekanacie Krosno Odrzańskie, diecezji zielonogórsko-gorzowskiej, metropolii szczecińsko-kamieńskiej w Polsce, erygowana 14 kwietnia 1971. 

## Terytorium
- Będów
- Radnica
- Sycowice
- Szklarka Radnicka